# 李維楨 (光緒進士)
李維楨（？—？），奉天錦州府廣寧縣人，清朝政治人物、進士出身。
光緒二十四年（1898年），参加光緒戊戌科殿試，登進士二甲128名。同年五月，著交吏部掣签分发各省，以知县即用。